# 10 Dywizja Artylerii Armat
10 Dywizja Artylerii Armat (10 DAA) – związek taktyczny artylerii Wojska Polskiego.

## Formowanie i zmiany organizacyjne
Jesienią 1956,  na bazie 14 Brygady Artylerii Armat oraz brygad artylerii utworzonych od nowa z rozwiązanych pułków artylerii ciężkiej korpusów (112 i 120 paa z 2 i 11 KA), zorganizowano 10 Dywizję Artylerii Armat.
Wiosną 1957 w wyniku redukcji wojska rozwiązano 10 Dywizję Artylerii Armat, pozostawiając tylko jedną brygadę – 31 Brygadę Artylerii Armat, w skład której włączono również 73 dywizjon artyleryjskiego rozpoznania pomiarowego. 35 Brygadę Artylerii Armat przeformowano na dywizjon artylerii haubic, który przekazano do 10 Sudeckiej Dywizji Pancernej.

## Dowództwo dywizji
- dowódca – płk Józef Petruk
- szef sztabu – ppłk Zygmunt Gałązka

## Struktura organizacyjna
- Dowództwo dywizji – Głogów[4]
- 14 Brygada Artylerii Armat w Bolesławcu
- 31 Brygada Artylerii Armat w Głogowie
- 35 Brygada Artylerii Armat w Tarnowskich Górach
- 77 bateria dowodzenia – Głogów
- 73 dywizjon artyleryjskiego rozpoznania pomiarowego – Głogów